# Ohm (rivier)
De Ohm is een zijrivier van de Lahn. Zij ontspringt in Noord-Hessen aan de Vogelsberg ten zuiden van Ulrichstein. Zij stroomt in noordwestelijke richting over Homberg en Amöneburg tot Cölbe, waar ze in de Lahn vloeit.
- Gemeinsame Normdatei: 4043394-8